# Uwe Ronneburger

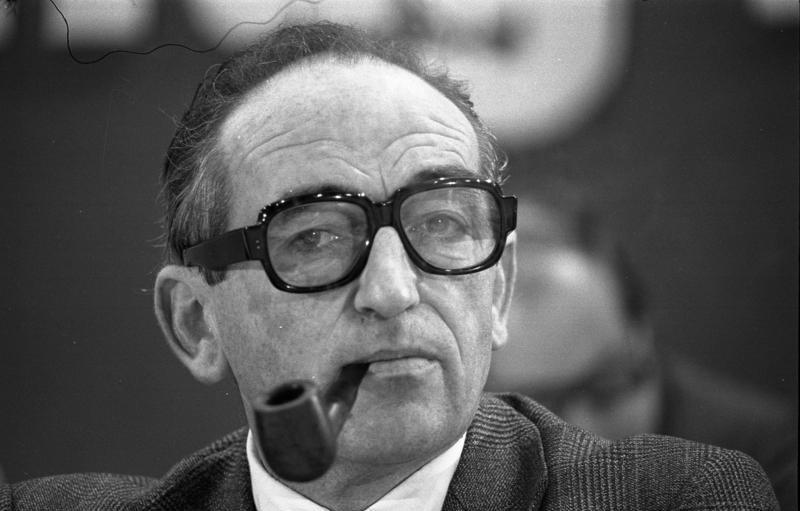
Uwe Ronneburger, 1977

Uwe Ronneburger (* 23. November 1920 in Kiel; † 1. Oktober 2007 in Tetenbüll) war ein deutscher Politiker (FDP).
Er war von 1980 bis 1983 Vorsitzender des Ausschusses für innerdeutsche Beziehungen und von Mai bis Dezember 1990 Vorsitzender des Verteidigungsausschusses des Deutschen Bundestages. Von 1976 bis 1982 war er außerdem stellvertretender Bundesvorsitzender der FDP.

## Leben und Beruf
Nach dem Abitur im Sommer 1939 wurde Ronneburger zunächst zum Reichsarbeitsdienst und danach zur Wehrmacht eingezogen. Bei Kriegsende war er Oberleutnant zur See der Reserve auf einem Torpedoboot. Kurz vor Kriegsende geriet er in Kriegsgefangenschaft. Von 1945 bis 1948 absolvierte er die praktische und theoretische Ausbildung in der Landwirtschaft und war ab 1948 selbständiger Landwirt.
Ronneburger war evangelisch, verheiratet und hatte fünf Kinder.

## Partei
Ursprünglich gehörte Ronneburger der Deutschen Partei an, trat aber 1957 zur FDP über. Dort wurde er zunächst Kreisvorsitzender, ab 1970 dann auch Landesvorsitzender in Schleswig-Holstein. Dieses Amt hatte er bis 1983 inne. Von November 1976 bis November 1982 war er stellvertretender Bundesvorsitzender.
Nach dem Wechsel der FDP aus der sozialliberalen Koalition unter Helmut Schmidt in eine christlich-liberale Koalition unter Helmut Kohl kritisierte er den damaligen FDP-Bundesvorsitzenden Hans-Dietrich Genscher scharf und trat bei den parteiinternen Neuwahlen im November 1982 gegen Genscher um den Parteivorsitz an. Er erhielt 169 der abgegebenen Stimmen – rund 45 % – und unterlag damit nur knapp. Sein Ergebnis und die Wahl von Gerhart Baum zum stellvertretenden Bundesvorsitzenden führten dazu, dass viele Angehörige des Mitte-links-Flügels der Partei treu blieben, weil sie merkten, dass ihr Einfluss nicht so gering wie befürchtet war.

## Abgeordneter
Ronneburger gehörte von 1975 bis zur Niederlegung seines Mandates am 22. Oktober 1980 dem Landtag von Schleswig-Holstein an und war dort während dieser Zeit Vorsitzender der FDP-Landtagsfraktion.
Von 1972 bis zur Mandatsniederlegung am 12. Juni 1975 sowie von 1980 bis 1990 war Ronneburger Mitglied des Deutschen Bundestages und dort vom 18. September 1973 bis zum 12. Juni 1975 sowie von 1983 bis 1990 stellvertretender Vorsitzender der FDP-Bundestagsfraktion. Von 1980 bis 1983 war Ronneburger außerdem Vorsitzender des Ausschusses für innerdeutsche Beziehungen und vom 16. Mai 1990 bis zum Ende der Wahlperiode im Dezember 1990 Vorsitzender des Verteidigungsausschusses.
Uwe Ronneburger zog stets über die Landesliste Schleswig-Holstein in den Bundestag ein. Unterlagen über seine Tätigkeit als Mitglied des Deutschen Bundestages sowie für die FDP aus den Jahren 1969 bis 2001 befinden sich im Archiv des Liberalismus der Friedrich-Naumann-Stiftung für die Freiheit in Gummersbach.

## Gesellschaftliche Ämter
Mit Ende seiner Ausbildung 1948 begann er sich im Deutschen Bauernverband zu engagieren, zudem war er auch in kirchlichen Organisationen ehrenamtlich tätig. Von 1960 bis 1978 war Ronneburger Mitglied der Leitung der Evangelisch-Lutherischen Landeskirche Schleswig-Holstein und der Landessynode, von 1966 bis 1972 Mitglied der Generalsynode der VELKD, danach Mitglied der Synode der Evangelischen Kirche in Deutschland. Nach seinem Ausscheiden aus der aktiven Parteipolitik war Ronneburger Präsident des Schleswig-Holsteinischen Heimatbundes (SHHB).
Von 1975 bis 1997 war er Mitglied, dabei von 1977 bis 1997 Stellvertretender Vorsitzender des Kuratoriums der Friedrich-Naumann-Stiftung.

## Ehrungen
Ronneburger wurde im Dezember 2000 zum Ehrenbürger des Landes Schleswig-Holstein ernannt.